# Brandenstein (Familienname)
Brandenstein ist ein deutscher Familienname.

## Namensträger
- Adam Friedrich von Brandenstein (1660–1728), sächsischer Generalmajor
- Albrecht von Brandenstein-Zeppelin (* 1950), deutscher Unternehmer
- August Georg von Brandenstein (1755–1836), Großherzoglich Mecklenburg-Schwerinscher Geheimrats-Präsident und Minister
- Béla von Brandenstein (1901–1989), ungarisch-deutscher Philosoph
- Carl von Brandenstein (1875–1946), deutscher Politiker (SPD)
- Caroline von Brandenstein (1757–1813), deutsche Komponistin und Schriftstellerin
- Constantin von Brandenstein-Zeppelin (* 1953), Präsident des Malteser-Hilfsdienstes
- Curt von Brandenstein (1879–1964), deutscher Offizier
- Eduard von Brandenstein (1803–1888), deutscher Rittergutsbesitzer und Politiker
- Daniel Brandenstein (* 1943), US-amerikanischer Astronaut
- Friedrich von Brandenstein (1786–1857), preußischer Generalleutnant
- Georg von Brandenstein (1827–1897), Großherzoglich Mecklenburgischer General der Kavallerie
- Gerd von Brandenstein (1942–2023), deutscher Manager
- Gustav von Brandenstein (General, 1797) (1797–1877), deutscher Generalleutnant
- Gustav von Brandenstein (General, 1830) (1830–1905), deutscher General der Infanterie
- Hans von Brandenstein (Verwaltungsjurist) (1849–1938), deutscher Verwaltungsjurist und Politiker
- Hans von Brandenstein (Offizier) (1870–1950), deutscher Generalleutnant
- Hans Friedrich von Brandenstein (1823–1883), preußischer Oberst, Kommandeur von Metz
- Heinrich August Christian von Brandenstein (1787–1851), deutscher Kammerherr und Generalmajor
- Hermann von Brandenstein (General, 1821) (1821–1891), deutscher Generalleutnant
- Hermann von Brandenstein (General, 1868) (1868–1942), deutscher General der Infanterie
- Joachim von Brandenstein (General) (1790–1857), preußischer Generalmajor
- Joachim von Brandenstein (Jurist) (1864–1941), deutscher Jurist, Verwaltungsbeamter, Gutsbesitzer und Politiker (DNVP)
- Joel Brandenstein (* 1984), deutscher Popsänger
- Johann Adam Brandenstein (1657–1726) deutscher Orgelbauer aus Kitzingen.
- Johann Konrad Brandenstein (1695–1757), deutscher Orgelbauer aus Stadtamhof
- Jolanthe von Brandenstein (1925–2019), deutsche Schriftstellerin, siehe Leonie Ossowski
- Jürgen Brandenstein (* 1956), deutscher Generalarzt
- Karl von Brandenstein (1831–1886), preußischer Generalleutnant
- Karl August von Brandenstein (1792–1863), preußischer Generalleutnant
- Karl Ludwig Friedrich Josef von Brandenstein (1760–1847), deutscher Staatsminister
- Manuela Brandenstein (1957–2004), deutsche Schauspielerin, Drehbuchautorin
- Otto Freiherr von Brandenstein (1865–1945), deutscher Generalleutnant
- Patrizia von Brandenstein (* 1939), US-amerikanische Szenenbildnerin
- Philipp von Brandenstein (* 1976), deutscher Publizist und Hochschuldozent
- Rudolf Freiherr von Brandenstein (1871–1957), deutscher Verbandsfunktionär
- Ruth von Brandenstein (1899–1966), deutsche Schriftstellerin, siehe Ruth von Ostau
- Wilhelm Brandenstein (1898–1967), österreichischer Linguist und Historiker
- Wilhelm von Brandenstein (1819–1894), deutscher Jusrist und Politiker
- Wilhelm Carl August von Brandenstein († 1756), deutscher Hofbeamter im Herzogtum Sachsen-Gotha-Altenburg
- Wolfgang Brandenstein (1929–2021), deutscher Showmaster, Regisseur und Schlagertexter